# Burgruine Groddek
Die Burgruine Groddek (polnisch Ruiny Zamku w Gródku) befindet sich im Dorf Gródek nördlich von Świecie (Schwetz) in Kujawien-Pommern
Koordinaten: 53° 30′ 2″ N, 18° 21′ 23,1″ O

## Geschichte
Die Burg war zunächst nach dem nahegelegenen Ort Dritschmin benannt. Die Bezeichnung im 15. Jahrhundert, Grotko, deutet auf eine frühere Befestigung hin. Das Schwarzwasser bildete hier eine natürliche Grenze gegen Polen, die bei Dritschmin durch eine wichtige Straße gekreuzt wurde. In der ersten urkundlichen Erwähnung 1360 stellt der Komtur von Schwetz, Daniel von Menden, dem Dorf eine neue Handfeste aus. Erwähnt wird die Burg dann in einigen Urkunden vom 15. Jahrhundert. Im Jahr 1461 ist die Burg polnisch besetzt. Nach 1461 wird nur noch ein Hof erwähnt. Letztendlich wurden die Gebäude im 17. Jahrhundert abgerissen.

## Anlage
Der Burgplatz ist auf einem Vorsprung des Hochufers des Flusses natürlich geschützt, der auf der einen Seite durch ebenjenen, auf der anderen Seite durch eine eingeschnittene Parowe (ortstypische Bezeichnung für eine kleine Schlucht) getrennt ist. Die obere Burg hatte einen unregelmäßigen Grundriss, der der Geländeform folgt, mit Abmessungen von etwa 23 × 40 Metern. Nach deutschen Autoren bestand die Burg vermutlich aus einem Hauptbau und einer Vorburg. Die Hauptburg war ein turmartiges Gebäude ohne Innenhof, das östlich ein kleiner Anbau mit polygonaler Form erweiterte. Die Vorburg war durch einen etwa 20 Meter breiten Trockengraben vom Hauptteil der Burg getrennt. Dahinter befanden sich auf einer Fläche von etwa 60 Metern Länge und 30 Metern Breite Wirtschaftsgebäude und Nebengebäude. Ein ähnlicher Graben trennte die Vorburg vom angrenzenden Gutshof. Nur vom Hauptbau haben sich Fundamentreste erhalten, wobei die erhaltenen Mauerteile aus Granitblöcken bestehen, die mit Ziegelstücken verzwickt sind. Nach heutigen polnischen Quellen bestand die Burg aus Süd-, Nord- und Ostflügel. Im Westen war ein vierseitiger Turm der äußeren Burg zugewandt und vermutlich mit der Verteidigung des Tores und der Zufahrtsstraße verbunden.